# Lina nośna (kolej)
Lina nośna – metalowa lina, najczęściej miedziana do której podwieszone są przewody jezdne i inne elementy sieci trakcyjnej.
Lina wraz z przewodem jezdnym tworzy odcinki naprężania. W zależności od tego, czy rozszerzalność temperaturowa lin nośnych kompensowana jest wraz z przewodami jezdnymi, czy też kompensacja dotyczy tylko przewodów jezdnych, wyróżnia się sieć trakcyjną skompensowaną lub półskompensowaną.
W Polsce (PKP) sieć trakcyjna z uelastycznioną lina nośną oznaczana jest literą „Y”. 